# Жоли, Сильви
Сильви́ Жоли́ (фр. Sylvie Joly; 28 октября 1934, Париж, Франция — 4 сентября 2015, там же) — французская юмористка, актриса кино и театра, основательница французского женского моноспектакля.

## Биография
Родилась и выросла в Париже, однако её отец в послевоенное время был мэром небольшого городка Арроманш-ле-Бен в Нормандии (с 1947 по 1963 год). В семье была второй из восьми детей. В детстве из-за плохого поведения её родители вынуждены были сменить для дочери семь религиозных школ. Одно время училась вместе с Бернадетт Шодрон де Курсель — будущей супругой президента Франции Жака Ширака. Однако, по воспоминанию самой актрисы, эта дружба не одобрялась родителями Сильви, которые считали, что Бернадетт «на неё дурно влияет».
Повзрослев, начала карьеру адвоката, но в возрасте 32 лет решила резко изменить свою жизнь и поступила на театральные курсы. Начала играть в театре — выступала в пьесах Чехова, Ионеско, Мариво. Однако своё основное призвание нашла на эстраде, первой во Франции начав выступать в 1970-х годах в жанре женского моноспектакля — «one woman show». Первый свой спектакль написала вместе со своей 16-летней сестрой. В 1999 году один из моноспектаклей Жоли номинировался на престижную французскую театральную премию «Ночь Мольеров».
Снималась также в кино — в основном в небольших ролях, сотрудничала с такими мэтрами, как Ив Робер, Бертран Блие, Клод Лелуш. В 1988 году была номинирована на главную французскую кинопремию «Сезар» за лучшую женскую роль второго плана в фильме «Сподобившийся чуда».
С 2006 года страдала от болезни Паркинсона, о чём писала в вышедшей в 2010 году автобиографии. Умерла 4 сентября 2015 года от остановки сердца. Похоронена на кладбище Пер-Лашез в Париже.

## Фильмография
| Год  |     | Русское название                | Оригинальное название                   | Роль                         |
| ---- | --- | ------------------------------- | --------------------------------------- | ---------------------------- |
| 1972 | ф   | Яйцо                            | L'Œuf                                   | женщина, садящаяся в автобус |
| 1973 | ф   | Ах! Если монах просит...        | Ah ! Si mon moine voulait...            | хозяйка гостиницы            |
| 1973 | ф   | Пол и Мишель                    | Paul et Michèle                         | эпизод                       |
| 1973 | ф   | Пиаф                            | Piaf                                    | Лулу                         |
| 1973 | ф   | Привет, артист                  | Salut l'artiste                         | жена фотографа               |
| 1973 | ф   | Вальсирующие                    | Les Valseuses                           | буржуа                       |
| 1976 | ф   | Покой                           | Calmos                                  | главный врач                 |
| 1977 | ф   | Приготовьте ваши носовые платки | Préparez vos mouchoirs                  | прохожая                     |
| 1977 | ф   | Навестим маму, папа работает    | Va voir maman, papa travaille           | Стефан                       |
| 1978 | ф   | Давай, мама                     | Vas-y maman                             | директор школы Жюльена       |
| 1979 | ф   | Мы похудеем вместе              | Nous maigrirons ensemble                | Доктор Менкевич              |
| 1982 | ф   | Как снег на голову              | Un chien dans un jeu de quilles         | Маржолен                     |
| 1983 | ф   | Друг Винсана                    | L'ami de Vincent                        | Клод                         |
| 1984 | ф   | Дикие                           | Les Fauves                              | Сюзан                        |
| 1986 | ф   | Сподобившийся чуда              | Le Miraculé                             | Мадам Фокс-Терьер            |
| 1986 | ф   | Седьмое небо                    | Septième ciel                           | Режин Кастель                |
| 1987 | ф   | Агент-смутьян                   | Agent trouble                           | Эдна                         |
| 1987 | ф   | Время удовольствий              | Les saisons du plaisir                  | Доминик                      |
| 1988 | с   | Гостиница                       | Palace                                  |                              |
| 1989 | с   | Расследования комиссара Мегрэ   | Les Enquêtes du commissaire Maigret     | эпизод: Любовник Мадам Мегре |
| 1991 | ф   | История от Моки                 | Mocky Story                             | женщина у бассейна           |
| 1992 | ф   | Улица Паради, дом 588           | 588, rue Paradis                        | Жоржетт Сильва               |
| 1994 | кор |                                 | Mort de rire                            |                              |
| 1995 | ф   | Отверженные                     | Les Misérables                          | хозяйка гостиницы на пляже   |
| 1997 | ф   | Смерть китайца                  | La Mort du Chinois                      | хозяйка бара                 |
| 1998 | ф   | Чувствам это не помешает        | Ça n'empêche pas les sentiments         | хозяйка гостиницы            |
| 1998 | ф   | Пришельцы 2: Коридоры времени   | Les Couloirs du temps : Les Visiteurs 2 | Жизель                       |
| 1998 | ф   |                                 | Les Frères Sœur                         | Роланд                       |
| 1999 | ф   | Ваш выбор, мадам                | Ça ira mieux demain                     | пациентка (галерист)         |
| 2001 | ф   | Мою жену зовут Морис            | Ma femme s'appelle Maurice              | женщина в Орливале           |
| 2004 | ф   | Великолепная четвёрка           | Les Dalton                              | Ма Билли                     |
| 2005 | кор |                                 | Une histoire de pieds                   | хозяйка обувного магазина    |
| 2007 | ф   | Красный отель                   | L'Auberge rouge                         | Графиня Марсияк              |

Источник: AlloCiné. Русские названия фильмов даны по сайту kinopoisk.ru

## Театральные роли
- 1976: «Никогда не смейтесь над упавшей женщиной» (фр. Ne riez jamais d'une femme qui tombe Анри Миттона, театр «Гете-Монпарнас»
- 1982: «Жизнь — это не смешно» (La vie c'est pas de la rigolade, театр «Фонтен»)
- 1984: «Тройное смешанное» (Triple mixte Фанни Жоли и Альфреда Жену, театр «Фонтен»)
- 1984: «Заложник» (Un otage Брендана Биана, театр «Мадлен»)
- 2002: «Я — ваш кумир» (Je suis votre idole Тьерри Жоли, Фанни Жоли, Сильви Жоли и Анри Миттона, театр «Пале Руаяль»)
- 2004: «Фанаты, я вас люблю!» (Fans, je vous aime ! Пьера Пальмада, Анри Миттона, Жана-Луи Дабадье и Сильви Жили, театр «Матюрен»)
- 2005: «Вишенка на торте (La Cerise sur le gâteau Сильви Жоли, тексты разных авторов, театр «Матюрен»)

## Номинации
| Год  | Название             | Награда       | Категория                    | Результат |       |
| ---- | -------------------- | ------------- | ---------------------------- | --------- | ----- |
| 1988 | Сподобившийся чуда   | Сезар         | Лучшая актриса второго плана | Номинация | [ 8 ] |
| 1999 | La Cigale et la joly | Ночь Мольеров | Лучший моноспектакль         | Номинация |       |

## Сочинения
- Sylvie Joly. C'est votre vrai nom ?. — Flammarion, 2010. — ISBN 978-2081237346.